# Christopher Smith II
Christopher Paul Smith II (Atlanta, 1º maggio 2000) è un giocatore di football americano statunitense che milita nel ruolo di strong safety per i Las Vegas Raiders della National Football League (NFL). Al college ha giocato per l'Università della Georgia.

## Carriera universitaria
Smith, originario di Atlanta in Georgia, cominciò a giocare a football nella locale Hapeville Charter Career Academy, venendo valutato come un prospetto medio-alto (quattro stelle su cinque) per il college football. Smith ricevette offerte di borse di studio dalle principali università, come Georgia, Alabama, USC, Auburn, Ohio State e Oregon, e il 1º maggio 2017 si accasò all'Università della Georgia con i Bulldogs che militano nella  Southeastern Conference (SEC) della Divisione I della Football Bowl Subdivision (FBS) della NCAA.
Dopo due stagioni in cui vide il campo saltuariamente, nel 2020 giocò tutte e dieci le partite stagionali anche per l'assenza del titolare Richard LeCounte infortunatosi in un incidente motociclistico. Nel 2021 Smith divenne titolare, giocando 12 partite con 34 tackle e tre intercetti. Nella finale per il campionato nazionale del 2021 Smith contribuì alla vittoria di Georgia con un intercetto e un record personale di sette tackle in partita. Smith scelse di sfruttare l'ulteriore anno di eleggibilità dato dalla NCAA ai giocatori che avevano preso parte alla stagione 2020 accorciata a causa della pandemia di COVID-19, giocando quindi un altro anno con i Bulldogs. Nella sua quinta e ultima stagione al college giocò da titolare in tutte e 15 le gare stagionali, con 61 tackle, un sack, tre intercetti, cinque passaggi deviati, un fumble recuperato e un touchdown segnato nella finale di Conference ritornando in meta per 96 yard un field goal bloccato. Per il secondo anno di fila Smith si laureò campione nazionale con i Bulldogs.
Al termine della stagione 2022 Smith fu nominato Consensus All-American, ossia riconosciuto tra i migliori giocatori a livello nazionale da allenatori e giornalisti dell'Associated Press, della Pro Football Writers of America e di Sporting News, e inserito nel First-Team All-SEC dell'Associated Press. Smith fu inoltre nominato finalista per il Bronko Nagurski Trophy, premio assegnato al miglior difensore di college della nazione, e fu invitato a partecipare al Senior Bowl, partita in cui i giocatori uscenti dal college football possono mettersi in mostra per il salto verso la NFL.
Il 16 gennaio 2023 Smith annunciò di voler passare tra i professionisti.
Premi e riconoscimenti
- 2 Campionati nazionali NCAA (2021,2022)
- Consensus All-American (2022)
- AP First-Team All-SEC (2022)

Statistiche al college
| Stagione | Stagione | Stagione   | Stagione   | Stagione | Stagione | Difesa  | Difesa  | Difesa  | Difesa | Difesa | Difesa |
| Anno     | Squadra  | Campionato | Conference | P        | PT       | T. tot. | T. sol. | T. ass. | Sack   | FF     | Int.   |
| -------- | -------- | ---------- | ---------- | -------- | -------- | ------- | ------- | ------- | ------ | ------ | ------ |
| 2018     | Georgia  | FBS Div. I | SEC        | 5        | 0        | 4       | 3       | 1       | 0,0    | 0      | 0      |
| 2019     | Georgia  | FBS Div. I | SEC        | 14       | 0        | 7       | 2       | 5       | 0,0    | 0      | 0      |
| 2020     | Georgia  | FBS Div. I | SEC        | 10       | 5        | 26      | 14      | 12      | 0,0    | 0      | 0      |
| 2021     | Georgia  | FBS Div. I | SEC        | 12       | 11       | 35      | 23      | 12      | 0,0    | 0      | 3      |
| 2022     | Georgia  | FBS Div. I | SEC        | 15       | 15       | 61      | 45      | 16      | 1,0    | 1      | 3      |
| Totale   | Totale   | Totale     | Totale     | 56       | 31       | 133     | 87      | 46      | 1,0    | 1      | 6      |

Fonte: Football Database
In grassetto i record personali in carriera —      vittoria del campionato nazionale

## Carriera professionistica

### Las Vegas Raiders
Smith fu scelto nel quinto giro, 170º assoluto, del Draft NFL 2023 dai Las Vegas Raiders che, per selezionarlo, scambiarono una loro scelta del 6º giro (la 204ª) e una del 7º giro (la 220ª) con i New York Jets per ottenere la 170ª. L'11 maggio 2023 firmò il suo contratto da rookie.

#### Stagione 2023
Il 29 agosto 2023 Smith rientrò nel roster attivo dei Raiders. La sua prima stagione si chiuse con un tackle in 12 presenze, nessuna delle quali come titolare.